# Kang Sang-yun
Kang Sang-yun (강상윤?; Jeju, 31 maggio 2004) è un calciatore sudcoreano, centrocampista del Jeonbuk Hyundai.

## Carriera

### Club
Kang ha iniziato la sua carriera professionistica con la maglia del Jeonbuk Hyundai, con cui ha debuttato in K League 1 il 5 maggio 2022 nell'incontro pareggiato 1-1 contro il Seoul. Al termine della stagione ha firmato il suo primo contratto professionistico.
Nel 2023 è stato ceduto in prestito al Busan IPark in K League 2. L'anno seguente, sempre in prestito, è passato al Suwon. Il 29 maggio ha segnato il suo primo gol nel successo per 2-0 sul Daegu.

### Nazionale
Nel 2023 è stato convocato dalla Corea del Sud Under-20 per disputare il campionato mondiale Under-20.

## Statistiche

### Presenze e reti nei club
Statistiche aggiornate al 11 giugno 2024.
| Stagione        | Squadra         | Campionato      | Campionato | Campionato | Coppe nazionali | Coppe nazionali | Coppe nazionali | Coppe continentali | Coppe continentali | Coppe continentali | Altre coppe | Altre coppe | Altre coppe | Totale | Totale | Totale |
| Stagione        | Squadra         | Comp            | Pres       | Reti       | Comp            | Pres            | Reti            | Comp               | Pres               | Reti               | Comp        | Pres        | Reti        | Pres   | Reti   |        |
| --------------- | --------------- | --------------- | ---------- | ---------- | --------------- | --------------- | --------------- | ------------------ | ------------------ | ------------------ | ----------- | ----------- | ----------- | ------ | ------ | ------ |
| 2022            | Jeonbuk Hyundai | KL1             | 15         | 0          | CC              | 0               | 0               |                    | -                  | -                  |             | -           | -           | 15     | 0      |        |
| mar. 2023       | Jeonbuk Hyundai | KL1             | 1          | 0          | CC              | 0               | 0               |                    | -                  | -                  |             | -           | -           | 1      | 0      |        |
| 2023            | Busan IPark     | KL2             | 15+2       | 0          | CC              | 0               | 0               |                    | -                  | -                  |             | -           | -           | 17     | 0      |        |
| 2024            | Suwon           | KL1             | 10         | 1          | CC              | 0               | 0               |                    | -                  | -                  |             | -           | -           | 10     | 1      |        |
| Totale carriera | Totale carriera | Totale carriera | 43         | 1          |                 | 0               | 0               |                    | -                  | -                  |             | -           | -           | 43     | 1      |        |

## Palmarès

### Competizioni nazionali
- Coppa di Corea del Sud: 1

Jeonbuk Hyundai: 2022